# Din lokaltidning
Din lokaltidning, av tidningen skrivet DinLokaltidning, är en gratistidning som distribueras genom PostNord och ges ut varje tisdag i Sandvikens och Hofors kommuner. Tidningen hette tidigare Annonsbladet.

## Historik
Tidningen grundades i februari 1980 av  dåvarande ägarna Stefan & Rose Kleen. Tidningens första nummer utgavs tisdagen den 13 maj 1980.

## Annan media
Sedan början av 2007 publiceras tidningen även som E-tidning.
Sedan dess har antalet besökare på webbplatsen ökat markant.